# Frank P. Ramsey
Frank Plumpton Ramsey (22 de febrero de 1903- 19 de enero de 1930) fue un matemático y filósofo inglés cuyos estudios y actividad docente tuvieron lugar en la Universidad de Cambridge. 
Hizo importantes contribuciones teóricas a la matemática, la estadística y la economía. En medio de sus investigaciones, sus preocupaciones intelectuales principales eran  de orden filosófico. En este sentido, yendo en contra del intuicionismo y el formalismo de Hilbert, buscó continuar el programa logicista de Russell y Whitehead tal como fue planteado en los Principia Mathematica.

## Resumen biográfico
Ramsey nació en Cambridge y se formó en el Winchester College, antes de regresar a Cambridge para estudiar matemáticas en el Trinity College, donde se graduó con la máxima calificación de su promoción.
La inteligencia de Ramsey impresionó a numerosos académicos de Cambridge. Mostró interés por numerosas ramas del saber. Fue capaz de aprender alemán en tan sólo una semana, usando un diccionario y una gramática que le había prestado C. K. Ogden. Posteriormente, usó esos conocimientos para leer el Tractatus Logico-Philosophicus de Wittgenstein. Le impresionó tanto, que en 1923 viajó a Puchberg, un pequeño pueblo austriaco, donde este ejercía de profesor para discutir con él.
De vuelta a Inglaterra, en 1924, accedió como profesor al King's College con tan solo 21 años. Desarrolló una cantidad de trabajos sobre lógica, matemáticas, economía y la filosofía de dichas disciplinas. Desafortunadamente, sufría una dolencia crónica de hígado y tras una operación murió a la edad de 26 años, acabando con una prometedora carrera.
Uno de los teoremas probado por Ramsey en su artículo Sobre un problema de lógica formal (On a problem of formal logic) lleva ahora su nombre. Fue un resultado importante en combinatoria, suministrando la idea de que, dentro de un sistema suficientemente grande, a pesar del desorden debe haber cierto orden.
Fue el origen de la teoría que lleva su nombre.

## Contribuciones en economía
Ramsey también hizo contribuciones fundamentales en economía. Por ejemplo, el concepto de precio de Ramsey, en el que se precisa la trayectoria óptima que debe seguir el precio de un monopolista regulado, que quiera maximizar el bienestar del consumidor. Además, también estableció una teoría del comportamiento óptimo de la hacienda pública para la fijación de la imposición más adecuada. Finalmente, el modelo de Ramsey es uno de los más usados por la macroeconomía. En él, los consumidores se presentan como individuos que maximizan su utilidad a lo largo de un horizonte infinito. Esto es especialmente adecuado para estudiar el crecimiento de las economías, la respuesta óptima del gobierno frente a shocks, etc. Ramsey desarrolló su modelo a finales de los años 20, pero el uso de ecuaciones diferenciales, la herramienta matemática que utilizó para resolverlo, hizo que la mayor parte de los economistas ignoraran su trabajo. No fue hasta 1965 cuando Cass y Koopmans desarrollaron paralelamente un modelo muy similar, aceptado por los economistas. Entonces se comprobó que dicho modelo (una versión mejorada del modelo de crecimiento de Solow) era en realidad equivalente al desarrollado casi 40 años antes por Ramsey.
Además, Ramsey fue un «muy buen amigo»[cita requerida] de John Maynard Keynes, cuyos trabajos sobre probabilidad le estimularon a desarrollar propuestas sobre la probabilidad subjetiva (probabilidad bayesiana). Nuevamente, sus trabajos no llegaron a ser conocidos hasta que se publicaron desarrollos similares en los años 50, realizados por Bruno de Finetti.

## Contribuciones en matemáticas
Uno de los teoremas que demostró Ramsey en su publicación On a Problem of Formal Logic en 1928 hoy en día lleva su nombre, el Teorema de Ramsey. Aunque este trabajo sea el teorema por el que Ramsey sea principalmente recordado en la disciplina matemática, el lo demostró de una manera más casual, ya que este era un lema menor en el camino de su principal meta en la publicación, que soluciona un caso especial de un problema de decisión en lógica de primer orden, es decir la decidibilidad de lo que hoy es llamado como la clase de Bernays–Schönfinkel–Ramsey de lógica de primer orden, así como la caracterización del espectro de oraciones en este fragmento de la lógica. Alonzo Church procedió a probar que el caso general de este problema de decisión en lógica de primer orden es indecidible y que la lógica de primer orden es indecidible (véase también el Teorema de Church). Una gran cantidad de trabajo en matemáticas fue desarrollada fructíferamente a partir del lema que fue presentado como lema menor en el trabajo de Ramsey en su prueba de indecidibilidad: este lema resultó ser uno de los primeros y más importantes resultados en la rama de la combinatoria, dando un antecedente riguroso a la idea de que en sistemas que son suficientemente grandes, sin importar su estructura u organización interna, debe de haber algún orden. Este teorema fue de hecho tan fructífero, que hoy en día hay toda una rama de las matemáticas conocida como Teoría de Ramsey, dedicada al estudio de resultados similares y estrechamente relacionados. 
En 1926, Ramsey propuso una simplificación de la Teoría de Tipos, que fue desarrollada por Bertrand Russell y Alfred North Whitehead en su Principia Mathematica. La teoría resultante es hoy conocida como la Teoría de Tipos Simples (TST, o Simple Type Theory en inglés). Ramsey observó que para lidiar con paradojas matemáticas, es suficiente determinar una jerarquía de tipos, y por lo tanto removió la jerarquía ramificada de Russell y Whitehead, la cual fue definida para eludir paradojas semánticas. La versión de Ramsey de esta teoría es aquella que Kurt Gödel considera en la prueba original de su Primer Teorema de Incompletitud. La Teoría de Ramsey de Tipos Simples continuó siendo simplificada por Willard van Orman Quine en su New Foundations set theory, en donde cualquier referencia explícita al término tipo es eliminada del lenguaje de la teoría.

## Obras filosóficas
- Universals (1925)
- Facts and Propositions (1927)
- Universals of Law and of Fact (1928)
- Knowledge (1929)
- Theories (1929)
- General Propositions and Causality (1929)